# Saxifraga pratensis
Saxifraga pratensis är en stenbräckeväxtart som beskrevs av Adolf Engler och Irmsch.. Saxifraga pratensis ingår i Bräckesläktet som ingår i familjen stenbräckeväxter. Inga underarter finns listade i Catalogue of Life.